# Abu-l-Hàssan Alí ibn Muhàmmad ibn Mussa ibn al-Furat
Abu-l-Hàssan Alí ibn Muhàmmad ibn Mussa ibn al-Furat (àrab: أبُو الحسن عليُّ بن مُحمَّد بن مُوسى بن الحسن بن الفرات, Abū l-Ḥasan ʿAlī b. Muḥammad b. Mūsà b. al-Ḥasan b. al-Furāt), més conegut senzillament com a Ibn al-Furat o, per distingir-lo del seu germà, com Alí ibn al-Furat (?, 855 - Bagdad, 924), fou un destacat visir abbàssida.
Després de ser ajudant del seu germà Abu-l-Abbàs Àhmad ibn Muhàmmad ibn Mussa ibn al-Hàssan ibn al-Furat en les finances del califat (vers 892-904) va esdevenir el principal ajudant del visir al-Abbas al-Hasan i fou el que va enfrontar el cop d'estat dels partidaris d'Al-Mútazz que fou califa durant un dia amb Ibn al-Jarrah com a visir; aquest va fugir i el califa al-Múqtadir (908-932) va recuperar el poder i va nomenar Ibn al-Furat com a visir (desembre del 908). Va esdevenir l'home més poderós de l'estat amb un mínim control dels anomenats "grans" (sadat) és a dir la mare del califa i els eunucs principals. Però amb poca prudència va cometre diverses malversacions fins que fou destituït el juliol del 912.
Va ser cridat altre cop al càrrec el juny del 917, però la revolta del governador de l'Azerbaidjan va provocar la seva caiguda el novembre del 918 i va romandre presoner a palau durant el visirat d'Abu-Muhammad Hàmid ibn al-Abbàs fin que aquest fou revocat i fou cridat al visirat per tercera vegada l'agost del 923.
Aquest tercer visirat fou una onada de repressió; amb l'ajut del seu fill Al-Muhassin va prendre sagnant venjança contra els seus enemics i tots els que l'havien maltractat, i va extorsionar a tots els que va poder i especialment als que havien tingut càrrecs en l'anterior visirat. Aquests fets foren rebuts amb alarma a la cort i es va complicar amb l'assalt dels càrmates de Bahrayn als pelegrins l'abril/maig del 924. Aconsellat pel seu camarlenc i per alguns caps de la guàrdia, el califa va fer detenir a Ibn al-Furat i al seu fill (juny del 924). L'actitud insolent de l'ex visir, i la pressió dels caps militars que exigien l'execució dels dos homes va decidir al califa a condemnar-los a mort. El prefecte de policia de Nazuk els va executar seguint les seves ordres el juliol del 924.